# Holstebro Kunstmuseum
Holstebro Kunstmuseum är ett danskt konstmuseum i Holstebro i Västjylland i Danmark.
Holstebro Kunstmuseum inrättades 1965 på kommunalt initiativ och som led i en större satsning på kultur för att göra staden attraktiv att bo i. Konsthistorikern och författaren Poul Vad (1927–1983) anställdes samma år som konstkonsulent för museet (och för staden).
Museet har samlingar av både dansk och internationell konst och konsthantverk från 1900-talet, samtidskonst samt traditionell konst från kulturer utanför västvärlden. 
Samlingen grundades och utvidgades i en första omgång från 1967 av Poul Vad, som koncentrerade sig på en relativt litet antal konstnärer, bland annat från konstnärsgruppen Cobra. Museet har sedan fortsatt på den linjen. 
Bland museets viktigare objekt är verk av Henry Heerup och andra Cobra-konstnärer, John Olsens (1938–1990) Undrekammer och en stor samling arbeten av Tal R.

## Byggnaden
Holstebro kommun köpte 1966 tobaksfabrikören Søren Førchs (1870-1967) Villa Færch i centrala Holstebro, ritad av Andreas Clemmensen (1852-1928), för att inrätta konstmuseet där. Hanne Kjærholm (1930–2009) vann senare 1976 en arkitekttävling om en utvidgad museianläggning, ett paviljongliknande arrangemang som var integrerat i villaparken. Holstebro Kunstmuseum invigdes i sina nya lokaler 1981, och 1991 invigdes Holstebro Museums nya lokaler. Hanne Kjærholm ritade därefter utvidgningar av Holstebro Museum, som blev klara 1998, 2001 och 2002 samt en 2011 invigd utbyggnad av Holstebro Kunstmuseum.